# Pitron Tora
Pitron Tora (dt. Lösung [im Sinne von Erklärung] der Tora) ist ein Midrasch, das heißt eine Auslegung der heiligen Schriften des Judentums. Er bezieht sich auf die biblischen Bücher Levitikus, Numeri und Deuteronomium.

## Entstehung und Inhalt
Als einer der wenigen Midraschim ist Pitron Tora vermutlich in der babylonischen Diaspora entstanden, entweder am Ende des 9. Jahrhunderts oder etwas später. Pitron Tora zählt zu den ältesten bekannten Sammelmidraschim, die Stücke aus vorliegenden Midraschim und andere Auslegungen zusammenfügten, insofern vergleichbar mit zwei späteren Sammlungen, dem Midrasch ha-gadol und Jalkut Schimoni.
Neben rabbinischen Quellen enthält Pitron Tora auch Auslegungen karäischer Herkunft.

## Überlieferungs- und Editionsgeschichte
Pitron Tora ist nur in einer Handschrift von 1328 erhalten, die unter abenteuerlichen Umständen Ende des 20. Jahrhunderts nach Israel gelangte. Sie wird in der Israelischen Nationalbibliothek in Jerusalem aufbewahrt.
Eine Edition in hebräischer Umschrift besorgte Ephraim Urbach 1978, die allerdings zahlreiche Fehler enthielt und bald durch einen Korrekturband ergänzt werden musste. Dieser erwies sich jedoch ebenfalls als überarbeitungsbedürftig. Eine von Malachi Beit-Arié herausgegebene Faksimile-Edition erschien 1995.

## Ausgaben
- Ephraim Elimelech Urbach: Sefer Pitron Torah: A Collection of Midrashim and Interpretations. The Hebrew University Magnes Press, Jerusalem 5738 [1978], ISBN 965-223-305-6.
- Malachi Beit-Arié (Herausgeber und Vorwort): Sefer Pitron Torah: A Collection of Midrashim and Interpretations. The Hebrew University Magnes Press, Jerusalem 5767 [1995], ISBN 965-223-305-6 (Faksimile des Manuskriptes in der Israelischen Nationalbibliothek).